# Permis de travail B (Belgique)
Le permis de travail B est un document administratif belge qui concerne l'emploi de travailleurs étrangers (Belgique) qui est limité à l'occupation chez un seul employeur et est valable 12 mois au maximum. L'octroi à l'employeur d'une autorisation d'occupation entraîne automatiquement l'octroi au travailleur concerné du permis de travail B. Il appartient dès lors à l'employeur d'introduire la demande.

## Formalités
La demande d'une autorisation d'occupation et d'un permis de travail B doit être faite par l'employeur qui souhaite occuper un travailleur de nationalité étrangère, à l'aide de formulaires disponibles en fonction du lieu où le travailleur sera occupé par ce dernier.
- le FOREM en Région wallonne
- l'ORBEM à la Région de Bruxelles-Capitale, service demande de permis de travail
- le VDAB en Région flamande, Le permis de travail au VDAB

L'organisme compétent transmet ensuite le dossier au Service immigration qui traiter selon un délai raisonnable la demande.

## Base légale
- Loi du 30 avril relative à l'occupation des travailleurs étrangers (Moniteur belge du 21 mai 1999);
- Arrêté royal du 9 juin 1999 portant exécution de la loi du 30 avril 1999 relative à l'occupation des travailleurs étrangers (Moniteur belge du 26 juin 1999).